# Берестье (кинотеатр, Минск)
Берестье — 3D кинотеатр находящийся Московском районе Минска в районе Юго-Западный рядом со станцией метро Петровщина. Кинотеатр находится в коммунальной собственности УП «Киновидеопрокат» Мингорисполкома. Архитектор Станислав Матвеевич Замараев (1939—2001).
Один из самых посещаемых кинотеатров Минска, за 2016 год его посетило 380 137 зрителей.

## История
Открыт 31 декабря 1989 года и на сегодняшний день является последним построенным кинотеатром в Минске в советское время. В 2012 году проводилась реконструкция, после которой кинотеатр стал одним из самых посещаемых мест в столице, а также он стал местом культурного отдыха жителей близлежащих жилых массивов.

## Архитектура
В кинотеатре 2 зала: 1 на 297 мест (транслируется 3D контент) и 2 повышенной комфортности на 150 мест. В малом зале установлены мягкие театральные кресла, между рядами сделаны широкие проходы, установлена бесшовная ширма. Оба зала оборудованы системой Dolby Digital. В холле кинотеатра есть бар и кассы.
Рядом находится торговый центр «Кирмаш» и ресторан быстрого питания McDonald’s, а также охраняемая парковка.
В кинотеатре ежедневно проходят примеры фильмов. Гид организует развлекательные и познавательные программы для детей и подростков. Одно из направлений деятельности кинотеатра — проведение кинематографических мероприятий и показ фильмов для семейного просмотра.